# Max Llovera
Max Llovera González-Adrio (Andorra la Vella, 8 gennaio 1997) è un calciatore andorrano, difensore del San Cristóbal e della nazionale andorrana.

## Carriera

### Club
Nasce ad Andorra, nella capitale Andorra la Vella, inizia a giocare a calcio nel Lleida, squadra catalana. Rimane fino ai 16 anni, al 2013, quando passa all'Espanyol. Rimane nella squadra di Barcellona per un anno, ritornando al Lleida nell'estate 2014. Dopo una stagione nelle giovanili, viene inserito nella squadra B. Nel luglio 2016 passa in prima squadra, giocando in Segunda División B, terza serie spagnola. Fa il suo esordio il 21 agosto 2016, alla prima di campionato, persa per 2-0 sul campo del Badalona, sfida nella quale gioca tutti i 90 minuti.

### Nazionale
Inizia a giocare nelle Nazionali giovanili andorrane a 14 anni, nel 2011, con l'Under-17, giocando, fino al 2013, 12 partite, di cui 8 nelle qualificazioni agli Europei di categoria 2012, 2013 e 2014. Sempre nel 2013 entra a far parte dell'Under-19, dove rimane fino al 2015 disputando 11 gare, 9 delle quali nelle qualificazioni agli Europei 2014, 2015 e 2016. In seguito passa in Under-21, con cui esordisce il 26 marzo 2015, giocando titolare contro l'Irlanda, in trasferta a Waterford, nella prima gara di qualificazione all'Europeo 2017. Il 3 settembre dello stesso anno debutta in Nazionale maggiore, entrando all' 81' della sfida persa per 4-0 ad Haifa contro Israele, nelle qualificazioni all'Europeo 2016.

## Statistiche

### Presenze nei club
Statistiche aggiornate al 10 novembre 2024.
| Stagione                 | Squadra                  | Campionato               | Campionato | Campionato | Coppe nazionali | Coppe nazionali | Coppe nazionali | Coppe continentali | Coppe continentali | Coppe continentali | Altre coppe | Altre coppe | Altre coppe | Totale | Totale | Totale |
| Stagione                 | Squadra                  | Comp                     | Pres       | Reti       | Comp            | Pres            | Reti            | Comp               | Pres               | Reti               | Comp        | Pres        | Reti        | Pres   | Reti   |        |
| ------------------------ | ------------------------ | ------------------------ | ---------- | ---------- | --------------- | --------------- | --------------- | ------------------ | ------------------ | ------------------ | ----------- | ----------- | ----------- | ------ | ------ | ------ |
| 2015-2016                | Lleida Esportiu B        | PC                       | 21         | 0          | -               | -               | -               | -                  | -                  | -                  | -           | -           | -           | 21     | 0      |        |
| 2016-2017                | Lleida Esportiu B        | PC                       | 8          | 1          | -               | -               | -               | -                  | -                  | -                  | -           | -           | -           | 8      | 1      |        |
| 2017-2018                | Lleida Esportiu B        | PC                       | 14         | 1          | -               | -               | -               | -                  | -                  | -                  |             | -           | -           | 14     | 1      |        |
| Totale Lleida Esportiu B | Totale Lleida Esportiu B | Totale Lleida Esportiu B | 43         | 2          |                 | -               | -               |                    | -                  | -                  |             | -           | -           | 43     | 2      |        |
| 2016-2017                | Lleida                   | SDB                      | 15         | 0          | CR              | 1               | 0               | -                  | -                  | -                  | -           | -           | -           | 16     | 0      |        |
| 2017-2018                | Lleida                   | SDB                      | 2          | 0          | CR              | 0               | 0               | -                  | -                  | -                  | -           | -           | -           | 2      | 0      |        |
| Totale Lleida            | Totale Lleida            | Totale Lleida            | 17         | 0          |                 | 1               | 0               |                    | -                  | -                  |             | -           | -           | 18     | 0      |        |
| 2018-gen. 2019           | Horta                    | TD                       | 2          | 0          | -               | -               | -               | -                  | -                  | -                  | -           | -           | -           | 2      | 0      |        |
| gen.-giu. 2019           | Santboià                 | TD                       | 19         | 0          | -               | -               | -               | -                  | -                  | -                  | -           | -           | -           | 19     | 0      |        |
| 2019-2020                | Granollers               | TD                       | 18         | 0          | -               | -               | -               | -                  | -                  | -                  | -           | -           | -           | 18     | 0      |        |
| 2020-2021                | Granollers               | TD                       | 15+1       | 0          | -               | -               | -               | -                  | -                  | -                  | -           | -           | -           | 16     | 0      |        |
| Totale Granollers        | Totale Granollers        | Totale Granollers        | 33+1       | 0          |                 | -               | -               |                    | -                  | -                  |             | -           | -           | 34     | 0      |        |
| 2021-2022                | San Cristóbal            | TDR                      | 22+1       | 1          | -               | -               | -               | -                  | -                  | -                  | -           | -           | -           | 23     | 1      |        |
| 2022-2023                | San Cristóbal            | TDR                      | 25+4       | 0          | -               | -               | -               | -                  | -                  | -                  | -           | -           | -           | 29     | 0      |        |
| 2023-2024                | San Cristóbal            | TDR                      | 29         | 0          | -               | -               | -               | -                  | -                  | -                  | -           | -           | -           | 29     | 0      |        |
| 2024-2025                | San Cristóbal            | TDR                      | 7          | 0          | -               | -               | -               | -                  | -                  | -                  | -           | -           | -           | 7      | 0      |        |
| Totale San Cristóbal     | Totale San Cristóbal     | Totale San Cristóbal     | 83+5       | 1          |                 | -               | -               |                    | -                  | -                  |             | -           | -           | 88     | 1      |        |
| Totale carriera          | Totale carriera          | Totale carriera          | 203        | 3          |                 | 1               | 0               |                    | -                  | -                  |             | -           | -           | 204    | 3      |        |

### Cronologia presenze e reti in nazionale

#### Nazionale maggiore
| Cronologia completa delle presenze e delle reti in nazionale ― Andorra | Cronologia completa delle presenze e delle reti in nazionale ― Andorra | Cronologia completa delle presenze e delle reti in nazionale ― Andorra | Cronologia completa delle presenze e delle reti in nazionale ― Andorra | Cronologia completa delle presenze e delle reti in nazionale ― Andorra | Cronologia completa delle presenze e delle reti in nazionale ― Andorra | Cronologia completa delle presenze e delle reti in nazionale ― Andorra | Cronologia completa delle presenze e delle reti in nazionale ― Andorra |
| Data                                                                   | Città                                                                  | In casa                                                                | Risultato                                                              | Ospiti                                                                 | Competizione                                                           | Reti                                                                   | Note                                                                   |
| ---------------------------------------------------------------------- | ---------------------------------------------------------------------- | ---------------------------------------------------------------------- | ---------------------------------------------------------------------- | ---------------------------------------------------------------------- | ---------------------------------------------------------------------- | ---------------------------------------------------------------------- | ---------------------------------------------------------------------- |
| 3-9-2015                                                               | Haifa                                                                  | Israele                                                                | 4 – 0                                                                  | Andorra                                                                | Qual. Euro 2016                                                        | -                                                                      | 81’                                                                    |
| 10-10-2015                                                             | Andorra la Vella                                                       | Andorra                                                                | 1 – 4                                                                  | Belgio                                                                 | Qual. Euro 2016                                                        | -                                                                      |                                                                        |
| 13-10-2015                                                             | Cardiff                                                                | Galles                                                                 | 2 – 0                                                                  | Andorra                                                                | Qual. Euro 2016                                                        | -                                                                      |                                                                        |
| 26-5-2016                                                              | Bad Erlach                                                             | Azerbaigian                                                            | 0 – 0                                                                  | Andorra                                                                | Amichevole                                                             | -                                                                      |                                                                        |
| 1-6-2016                                                               | Tallinn                                                                | Estonia                                                                | 2 – 0                                                                  | Andorra                                                                | Amichevole                                                             | -                                                                      |                                                                        |
| 6-9-2016                                                               | Andorra la Vella                                                       | Andorra                                                                | 0 – 1                                                                  | Lettonia                                                               | Qual. Mondiali 2018                                                    | -                                                                      |                                                                        |
| 7-10-2016                                                              | Aveiro                                                                 | Portogallo                                                             | 6 – 0                                                                  | Andorra                                                                | Qual. Mondiali 2018                                                    | -                                                                      |                                                                        |
| 10-10-2016                                                             | Andorra la Vella                                                       | Andorra                                                                | 1 – 2                                                                  | Svizzera                                                               | Qual. Mondiali 2018                                                    | -                                                                      |                                                                        |
| 13-11-2016                                                             | Budapest                                                               | Ungheria                                                               | 4 – 0                                                                  | Andorra                                                                | Qual. Mondiali 2018                                                    | -                                                                      |                                                                        |
| 22-2-2017                                                              | Serravalle                                                             | San Marino                                                             | 0 – 2                                                                  | Andorra                                                                | Amichevole                                                             | -                                                                      | 88’                                                                    |
| 25-3-2017                                                              | Andorra la Vella                                                       | Andorra                                                                | 0 – 0                                                                  | Fær Øer                                                                | Qual. Mondiali 2018                                                    | -                                                                      |                                                                        |
| 9-6-2017                                                               | Andorra La Vella                                                       | Andorra                                                                | 1 – 0                                                                  | Ungheria                                                               | Qual. Mondiali 2018                                                    | -                                                                      |                                                                        |
| 16-8-2017                                                              | Burton upon Trent                                                      | Qatar                                                                  | 1 – 0                                                                  | Andorra                                                                | Amichevole                                                             | -                                                                      |                                                                        |
| 31-8-2017                                                              | San Gallo                                                              | Svizzera                                                               | 3 – 0                                                                  | Andorra                                                                | Qual. Mondiali 2018                                                    | -                                                                      |                                                                        |
| 3-9-2017                                                               | Tórshavn                                                               | Fær Øer                                                                | 1 – 0                                                                  | Andorra                                                                | Qual. Mondiali 2018                                                    | -                                                                      |                                                                        |
| 7-10-2017                                                              | Andorra la Vella                                                       | Andorra                                                                | 0 – 2                                                                  | Portogallo                                                             | Qual. Mondiali 2018                                                    | -                                                                      |                                                                        |
| 10-10-2017                                                             | Riga                                                                   | Lettonia                                                               | 4 – 0                                                                  | Andorra                                                                | Qual. Mondiali 2018                                                    | -                                                                      |                                                                        |
| 21-3-2018                                                              | La Línea de la Concepción                                              | Liechtenstein                                                          | 0 – 1                                                                  | Andorra                                                                | Amichevole                                                             | -                                                                      |                                                                        |
| 3-6-2018                                                               | Cova da Piedade                                                        | Capo Verde                                                             | 0 – 0 (4 – 2 dtr)                                                      | Andorra                                                                | Amichevole                                                             | -                                                                      |                                                                        |
| 18-8-2018                                                              | Grödig                                                                 | Emirati Arabi Uniti                                                    | 0 – 0                                                                  | Andorra                                                                | Amichevole                                                             | -                                                                      |                                                                        |
| 6-9-2018                                                               | Riga                                                                   | Lettonia                                                               | 0 – 0                                                                  | Andorra                                                                | UEFA Nations League 2018-2019 - 1º turno                               | -                                                                      |                                                                        |
| 10-9-2018                                                              | Andorra La Vella                                                       | Andorra                                                                | 1 – 1                                                                  | Kazakistan                                                             | UEFA Nations League 2018-2019 - 1º turno                               | -                                                                      |                                                                        |
| 13-10-2018                                                             | Tbilisi                                                                | Georgia                                                                | 3 – 0                                                                  | Andorra                                                                | UEFA Nations League 2018-2019 - 1º turno                               | -                                                                      | 33’ 45+1’                                                              |
| 16-10-2018                                                             | Astana                                                                 | Kazakistan                                                             | 4 – 0                                                                  | Andorra                                                                | UEFA Nations League 2018-2019 - 1º turno                               | -                                                                      |                                                                        |
| 15-11-2018                                                             | Andorra La Vella                                                       | Andorra                                                                | 1 – 1                                                                  | Georgia                                                                | UEFA Nations League 2018-2019 - 1º turno                               | -                                                                      |                                                                        |
| 19-11-2018                                                             | Andorra La Vella                                                       | Andorra                                                                | 0 – 0                                                                  | Lettonia                                                               | UEFA Nations League 2018-2019 - 1º turno                               | -                                                                      |                                                                        |
| 22-3-2019                                                              | Andorra la Vella                                                       | Andorra                                                                | 0 – 2                                                                  | Islanda                                                                | Qual. Euro 2020                                                        | -                                                                      |                                                                        |
| 25-3-2019                                                              | Andorra la Vella                                                       | Andorra                                                                | 0 – 3                                                                  | Albania                                                                | Qual. Euro 2020                                                        | -                                                                      |                                                                        |
| 8-6-2019                                                               | Chișinău                                                               | Moldavia                                                               | 1 – 0                                                                  | Andorra                                                                | Qual. Euro 2020                                                        | -                                                                      |                                                                        |
| 11-6-2019                                                              | Andorra la Vella                                                       | Andorra                                                                | 0 – 4                                                                  | Francia                                                                | Qual. Euro 2020                                                        | -                                                                      |                                                                        |
| 7-9-2019                                                               | Istanbul                                                               | Turchia                                                                | 1 – 0                                                                  | Andorra                                                                | Qual. Euro 2020                                                        | -                                                                      |                                                                        |
| 10-9-2019                                                              | Saint-Denis                                                            | Francia                                                                | 3 – 0                                                                  | Andorra                                                                | Qual. Euro 2020                                                        | -                                                                      |                                                                        |
| 11-10-2019                                                             | Andorra la Vella                                                       | Andorra                                                                | 1 – 0                                                                  | Moldavia                                                               | Qual. Euro 2020                                                        | -                                                                      |                                                                        |
| 14-10-2019                                                             | Reykjavík                                                              | Islanda                                                                | 2 – 0                                                                  | Andorra                                                                | Qual. Euro 2020                                                        | -                                                                      |                                                                        |
| 14-11-2019                                                             | Elbasan                                                                | Albania                                                                | 2 – 2                                                                  | Andorra                                                                | Qual. Euro 2020                                                        | -                                                                      | 44’                                                                    |
| 17-11-2019                                                             | Andorra la Vella                                                       | Andorra                                                                | 0 – 2                                                                  | Turchia                                                                | Qual. Euro 2020                                                        | -                                                                      | 51’                                                                    |
| 3-9-2020                                                               | Riga                                                                   | Lettonia                                                               | 0 – 0                                                                  | Andorra                                                                | UEFA Nations League 2020-2021 - 1º turno                               | -                                                                      |                                                                        |
| 6-9-2020                                                               | Andorra La Vella                                                       | Andorra                                                                | 0 – 1                                                                  | Fær Øer                                                                | UEFA Nations League 2020-2021 - 1º turno                               | -                                                                      |                                                                        |
| 25-3-2021                                                              | Andorra la Vella                                                       | Andorra                                                                | 0 – 1                                                                  | Albania                                                                | Qual. Mondiali 2022                                                    | -                                                                      |                                                                        |
| 31-3-2021                                                              | Andorra la Vella                                                       | Andorra                                                                | 1 – 4                                                                  | Ungheria                                                               | Qual. Mondiali 2022                                                    | -                                                                      |                                                                        |
| 3-6-2021                                                               | Andorra la Vella                                                       | Andorra                                                                | 1 – 4                                                                  | Irlanda                                                                | Amichevole                                                             | -                                                                      |                                                                        |
| 7-6-2021                                                               | Andorra la Vella                                                       | Andorra                                                                | 0 – 0                                                                  | Gibilterra                                                             | Amichevole                                                             | -                                                                      |                                                                        |
| 2-9-2021                                                               | Andorra la Vella                                                       | Andorra                                                                | 2 – 0                                                                  | San Marino                                                             | Qual. Mondiali 2022                                                    | -                                                                      |                                                                        |
| 5-9-2021                                                               | Londra                                                                 | Inghilterra                                                            | 4 – 0                                                                  | Andorra                                                                | Qual. Mondiali 2022                                                    | -                                                                      |                                                                        |
| 8-9-2021                                                               | Budapest                                                               | Ungheria                                                               | 2 – 1                                                                  | Andorra                                                                | Qual. Mondiali 2022                                                    | 1                                                                      |                                                                        |
| 9-10-2021                                                              | Andorra la Vella                                                       | Andorra                                                                | 0 – 5                                                                  | Inghilterra                                                            | Qual. Mondiali 2022                                                    | -                                                                      |                                                                        |
| 12-10-2021                                                             | Serravalle                                                             | San Marino                                                             | 0 – 3                                                                  | Andorra                                                                | Qual. Mondiali 2022                                                    | -                                                                      |                                                                        |
| 12-11-2021                                                             | Andorra la Vella                                                       | Andorra                                                                | 1 – 4                                                                  | Polonia                                                                | Qual. Mondiali 2022                                                    | -                                                                      |                                                                        |
| 15-11-2021                                                             | Tirana                                                                 | Albania                                                                | 1 – 0                                                                  | Andorra                                                                | Qual. Mondiali 2022                                                    | -                                                                      |                                                                        |
| 25-3-2022                                                              | Andorra la Vella                                                       | Andorra                                                                | 1 – 0                                                                  | Saint Kitts e Nevis                                                    | Amichevole                                                             | -                                                                      |                                                                        |
| 3-6-2022                                                               | Riga                                                                   | Lettonia                                                               | 3 – 0                                                                  | Andorra                                                                | UEFA Nations League 2022-2023 - 1º turno                               | -                                                                      |                                                                        |
| 6-6-2022                                                               | Andorra la Vella                                                       | Andorra                                                                | 0 – 0                                                                  | Moldavia                                                               | UEFA Nations League 2022-2023 - 1º turno                               | -                                                                      |                                                                        |
| 10-6-2022                                                              | Andorra la Vella                                                       | Andorra                                                                | 2 – 1                                                                  | Liechtenstein                                                          | UEFA Nations League 2022-2023 - 1º turno                               | -                                                                      |                                                                        |
| 14-6-2022                                                              | Chișinău                                                               | Moldavia                                                               | 2 – 1                                                                  | Andorra                                                                | UEFA Nations League 2022-2023 - 1º turno                               | -                                                                      |                                                                        |
| 22-9-2022                                                              | Vaduz                                                                  | Liechtenstein                                                          | 0 – 2                                                                  | Andorra                                                                | UEFA Nations League 2022-2023 - 1º turno                               | -                                                                      |                                                                        |
| 25-9-2022                                                              | Andorra la Vella                                                       | Andorra                                                                | 1 – 1                                                                  | Lettonia                                                               | UEFA Nations League 2022-2023 - 1º turno                               | -                                                                      | 56’                                                                    |
| 16-11-2022                                                             | Malaga                                                                 | Andorra                                                                | 0 – 1                                                                  | Austria                                                                | Amichevole                                                             | -                                                                      | 80’                                                                    |
| 19-11-2022                                                             | Gibilterra                                                             | Gibilterra                                                             | 1 – 0                                                                  | Andorra                                                                | Amichevole                                                             | -                                                                      |                                                                        |
| 25-3-2023                                                              | Andorra la Vella                                                       | Andorra                                                                | 0 – 2                                                                  | Romania                                                                | Qual. Euro 2024                                                        | -                                                                      | 12’                                                                    |
| 28-3-2023                                                              | Pristina                                                               | Kosovo                                                                 | 1 – 1                                                                  | Andorra                                                                | Qual. Euro 2024                                                        | -                                                                      |                                                                        |
| 16-6-2023                                                              | Andorra la Vella                                                       | Andorra                                                                | 1 – 2                                                                  | Svizzera                                                               | Qual. Euro 2024                                                        | -                                                                      |                                                                        |
| 19-6-2023                                                              | Gerusalemme                                                            | Israele                                                                | 2 – 1                                                                  | Andorra                                                                | Qual. Euro 2024                                                        | -                                                                      | 16’                                                                    |
| 9-9-2023                                                               | Andorra la Vella                                                       | Andorra                                                                | 0 – 0                                                                  | Bielorussia                                                            | Qual. Euro 2024                                                        | -                                                                      |                                                                        |
| 12-9-2023                                                              | Sion                                                                   | Svizzera                                                               | 3 – 0                                                                  | Andorra                                                                | Qual. Euro 2024                                                        | -                                                                      |                                                                        |
| 12-10-2023                                                             | Andorra la Vella                                                       | Andorra                                                                | 0 – 3                                                                  | Kosovo                                                                 | Qual. Euro 2024                                                        | -                                                                      | 88’                                                                    |
| 15-10-2023                                                             | Bucarest                                                               | Romania                                                                | 4 – 0                                                                  | Andorra                                                                | Qual. Euro 2024                                                        | -                                                                      |                                                                        |
| 18-11-2023                                                             | Budapest                                                               | Bielorussia                                                            | 1 – 0                                                                  | Andorra                                                                | Qual. Euro 2024                                                        | -                                                                      |                                                                        |
| 21-11-2023                                                             | Andorra la Vella                                                       | Andorra                                                                | 0 – 2                                                                  | Israele                                                                | Qual. Euro 2024                                                        | -                                                                      |                                                                        |
| 21-3-2024                                                              | Annaba                                                                 | Andorra                                                                | 1 – 1                                                                  | Sudafrica                                                              | Amichevole                                                             | -                                                                      |                                                                        |
| 25-3-2024                                                              | Annaba                                                                 | Bolivia                                                                | 1 – 0                                                                  | Andorra                                                                | Amichevole                                                             | -                                                                      |                                                                        |
| 5-6-2024                                                               | Badajoz                                                                | Spagna                                                                 | 5 – 0                                                                  | Andorra                                                                | Amichevole                                                             | -                                                                      |                                                                        |
| 11-6-2024                                                              | Murcia                                                                 | Irlanda del Nord                                                       | 2 – 0                                                                  | Andorra                                                                | Amichevole                                                             | -                                                                      |                                                                        |
| 4-9-2024                                                               | Gibilterra                                                             | Gibilterra                                                             | 1 – 0                                                                  | Andorra                                                                | Amichevole                                                             | -                                                                      |                                                                        |
| 10-9-2024                                                              | Andorra la Vella                                                       | Andorra                                                                | 0 – 1                                                                  | Malta                                                                  | UEFA Nations League 2024-2025 - 1º turno                               | -                                                                      |                                                                        |
| 10-10-2024                                                             | Chișinău                                                               | Moldavia                                                               | 2 – 0                                                                  | Andorra                                                                | UEFA Nations League 2024-2025 - 1º turno                               | -                                                                      |                                                                        |
| 13-10-2024                                                             | Andorra la Vella                                                       | Andorra                                                                | 2 – 0                                                                  | San Marino                                                             | Amichevole                                                             | -                                                                      |                                                                        |
| 16-11-2024                                                             | Andorra la Vella                                                       | Andorra                                                                | 0 – 1                                                                  | Moldavia                                                               | UEFA Nations League 2024-2025 - 1º turno                               | -                                                                      |                                                                        |
| 21-3-2025                                                              | Andorra la Vella                                                       | Andorra                                                                | 0 – 1                                                                  | Lettonia                                                               | Qual. Mondiali 2026                                                    | -                                                                      |                                                                        |
| 24-3-2025                                                              | Tirana                                                                 | Albania                                                                | 3 – 0                                                                  | Andorra                                                                | Qual. Mondiali 2026                                                    | -                                                                      | 76’                                                                    |
| 7-6-2025                                                               | Cornellà de Llobregat                                                  | Andorra                                                                | 0 – 1                                                                  | Inghilterra                                                            | Qual. Mondiali 2026                                                    | -                                                                      |                                                                        |
| 10-6-2025                                                              | Leskovac                                                               | Serbia                                                                 | 3 – 0                                                                  | Andorra                                                                | Qual. Mondiali 2026                                                    | -                                                                      |                                                                        |
| Totale                                                                 |                                                                        | Presenze (9º posto)                                                    | 81                                                                     |                                                                        | Reti                                                                   | 1                                                                      |                                                                        |

#### Nazionale Under-21
| Cronologia completa delle presenze e delle reti in nazionale ― Andorra under 21 | Cronologia completa delle presenze e delle reti in nazionale ― Andorra under 21 | Cronologia completa delle presenze e delle reti in nazionale ― Andorra under 21 | Cronologia completa delle presenze e delle reti in nazionale ― Andorra under 21 | Cronologia completa delle presenze e delle reti in nazionale ― Andorra under 21 | Cronologia completa delle presenze e delle reti in nazionale ― Andorra under 21 | Cronologia completa delle presenze e delle reti in nazionale ― Andorra under 21 | Cronologia completa delle presenze e delle reti in nazionale ― Andorra under 21 |
| Data                                                                            | Città                                                                           | In casa                                                                         | Risultato                                                                       | Ospiti                                                                          | Competizione                                                                    | Reti                                                                            | Note                                                                            |
| ------------------------------------------------------------------------------- | ------------------------------------------------------------------------------- | ------------------------------------------------------------------------------- | ------------------------------------------------------------------------------- | ------------------------------------------------------------------------------- | ------------------------------------------------------------------------------- | ------------------------------------------------------------------------------- | ------------------------------------------------------------------------------- |
| 26-3-2015                                                                       | Waterford                                                                       | Irlanda under 21                                                                | 1 – 0                                                                           | Andorra under 21                                                                | Qual. Europeo Under-21 2017                                                     | -                                                                               |                                                                                 |
| 16-6-2015                                                                       | Andorra la Vella                                                                | Andorra under 21                                                                | 1 – 0                                                                           | Lituania under 21                                                               | Qual. Europeo Under-21 2017                                                     | -                                                                               |                                                                                 |
| 8-9-2015                                                                        | Andorra la Vella                                                                | Andorra under 21                                                                | 0 – 2                                                                           | Irlanda under 21                                                                | Qual. Europeo Under-21 2017                                                     | -                                                                               |                                                                                 |
| 7-10-2015                                                                       | Novi Sad                                                                        | Serbia under 21                                                                 | 5 – 0                                                                           | Andorra under 21                                                                | Qual. Europeo Under-21 2017                                                     | -                                                                               |                                                                                 |
| Totale                                                                          |                                                                                 | Presenze                                                                        | 4                                                                               |                                                                                 | Reti                                                                            | 0                                                                               |                                                                                 |